# Translation Memory eXchange
Translation Memory eXchange (TMX) ist ein offenes Datenformat, das zum Datenaustausch zwischen verschiedenen Übersetzungsprogrammen (Übersetzungsspeicher, engl. translation memory) dient. Es basiert auf XML und stellt Translation-Memory-Daten (d. h. vor allem die Sprachenpaare) mit diversen Zusatzinformationen dar. Ziel ist es, ein produktunabhängiges Format zu erhalten.
Die Arbeit an TMX begann im Jahr 1997, seit Oktober 2004 liegt es in der Version 1.4b vor. Heute unterstützen praktisch alle Anbieter von Übersetzungssoftware das Format zumindest für Im- und Export in ihre proprietären Formate.
Verwaltet wurde TMX von der Special Interest Group OSCAR (Open Standards for Container/Content Allowing Re-use), die für die Organisation Localization Industry Standards Association (LISA) an der Erarbeitung offener Standards für die Übersetzungsbranche arbeitet. Da die LISA im März 2011 insolvent ging, ist der Standard heute unter der Creative Commons Attribution 3.0 License öffentlich. LISA hat die European Telecommunications Standards Institute (ETSI) Localization Industry Standards (LIS) Industry Specification Group (ISG) als Nachfolger für die Verwaltung des Standards bestimmt.

## Beispiel
Beispiel einer TMX-Datei mit einem Eintrag:
```
<tmx
 
version=
"1.4b"
>

 
<header
 
creationtool=
"XYZTool"
 
creationtoolversion=
"1.01-023"

  
datatype=
"PlainText"
 
segtype=
"sentence"

  
adminlang=
"en-us"
 
srclang=
"en"

  
o-tmf=
"ABCTransMem"
>

 
</header>

 
<body>

  
<tu>

   
<tuv
 
xml:lang=
"en"
>

    
<seg>
Hello
 
world!
</seg>

   
</tuv>

   
<tuv
 
xml:lang=
"fr"
>

    
<seg>
Bonjour
 
tout
 
le
 
monde!
</seg>

   
</tuv>

  
</tu>

 
</body>

</tmx>

```